# Johann Othmar Doebeli

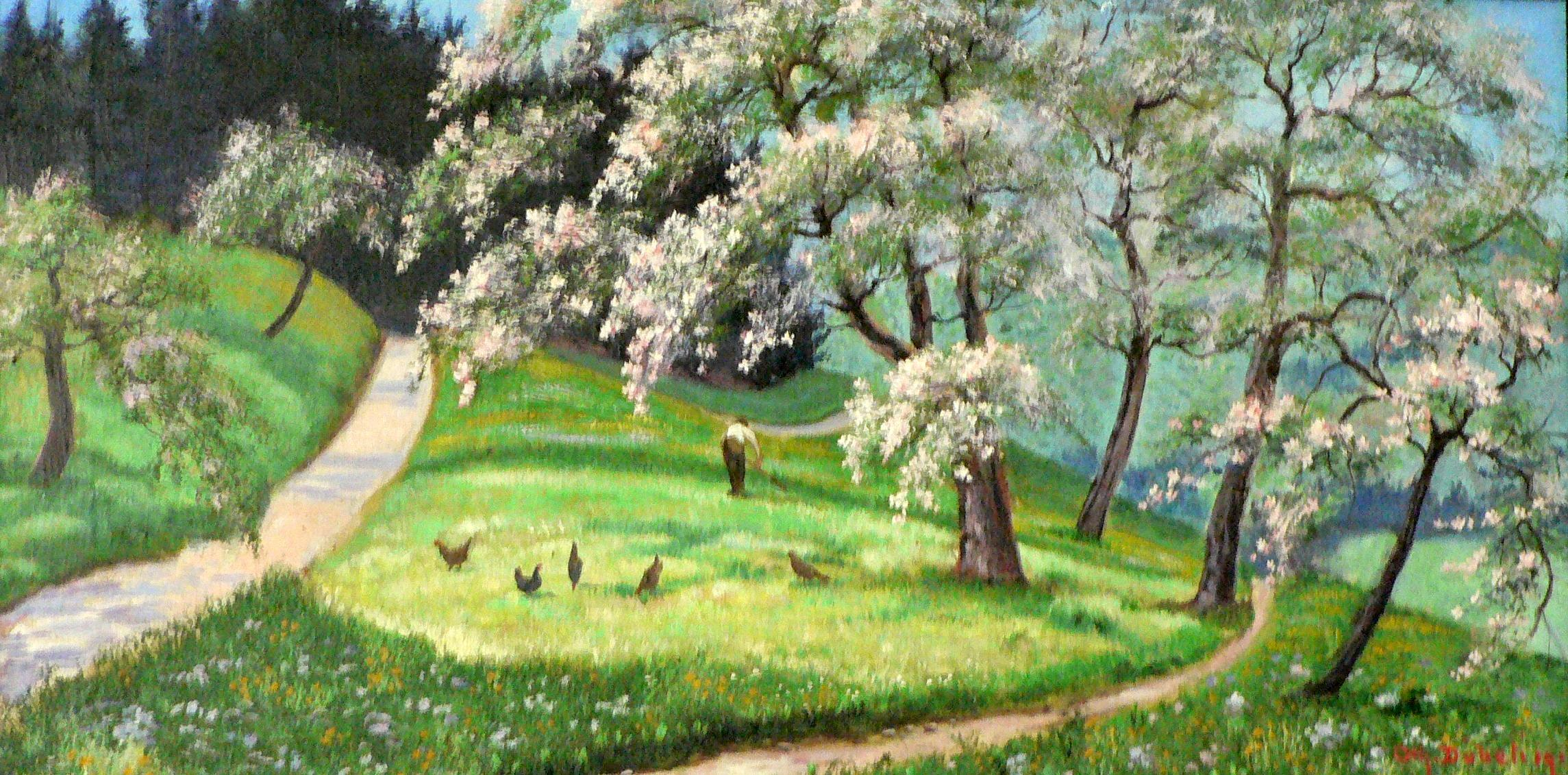
Wald- und Baumpartie im Sommer, 1915

Johann Othmar Doebeli (* 1. November 1874 in Menziken; † 29. Januar 1922 in Zofingen) war ein Schweizer Maler.

## Leben

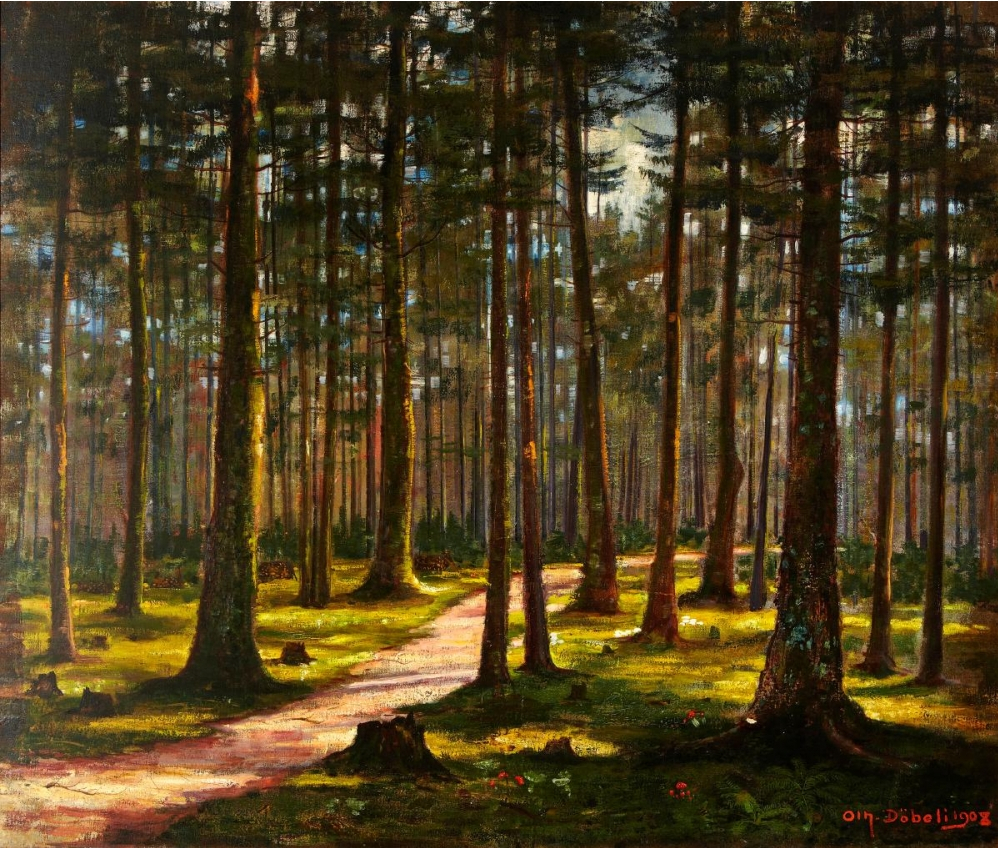
Waldpartie, 1908

Othmar Doebeli besuchte, nach dem Umzug seiner Eltern von Meisterschwanden nach Zofingen, die Schulen der Stadt Zofingen, wo er schon früh durch sein Zeichentalent auffiel. Daran anschliessend studierte Doebeli an der „Malschule“ des Technikums Winterthur, wo er das Diplom in Dekorationsmalerei erwarb. Weitere Studien führten ihn später an die Akademien von Paris und München (1898–1900). 
In die damalige heftige Debatte zwischen Expressionisten und Impressionisten schien sich Doebeli jedoch nicht sonderlich einzumischen; er blieb dem Realismus, wie er vor allem in München gelehrt wurde, treu. Manche seiner Bilder hatten für eine warme Mahlzeit oder einen Fünfliber den Besitzer gewechselt, daher blieb Doebeli zeitlebens bitterarm. Am 29. Januar 1922 starb er – einsam, verarmt und verschuldet – im Alter von nur 48 Jahren an den Spätfolgen einer nicht auskurierten Grippe.

## Leistungen
Othmar Doebeli erscheint heute als klassisches Beispiel eines kleinstädtischen Künstlers aus der vorigen Jahrhundertwende. Doebeli ist ein vom Realismus geprägter Maler, dessen Landschaften und Portraits beschaulich und nostalgisch verklärt zugleich sind. Darüber hinaus gilt Doebeli als „Ethnograph“ seiner damaligen engeren Heimat. Zu seinen Lieblingsmotiven zählten Wald- und Baumpartien mit ihren Licht- und Schattenspielen. Seine Sommerbilder zeigen oft Hühner; seine Winterbilder häufig Raben im Schnee und eher dunkeltonige Komponenten im Stile des Münchner Realismus. Doebeli fand schliesslich Zugang zur freien Schweizer Künstlervereinigung Sezession und stellte unter anderem im Zürcher Kunsthaus und einigen Zofinger Kunstgalerien aus. 